# Garbaye

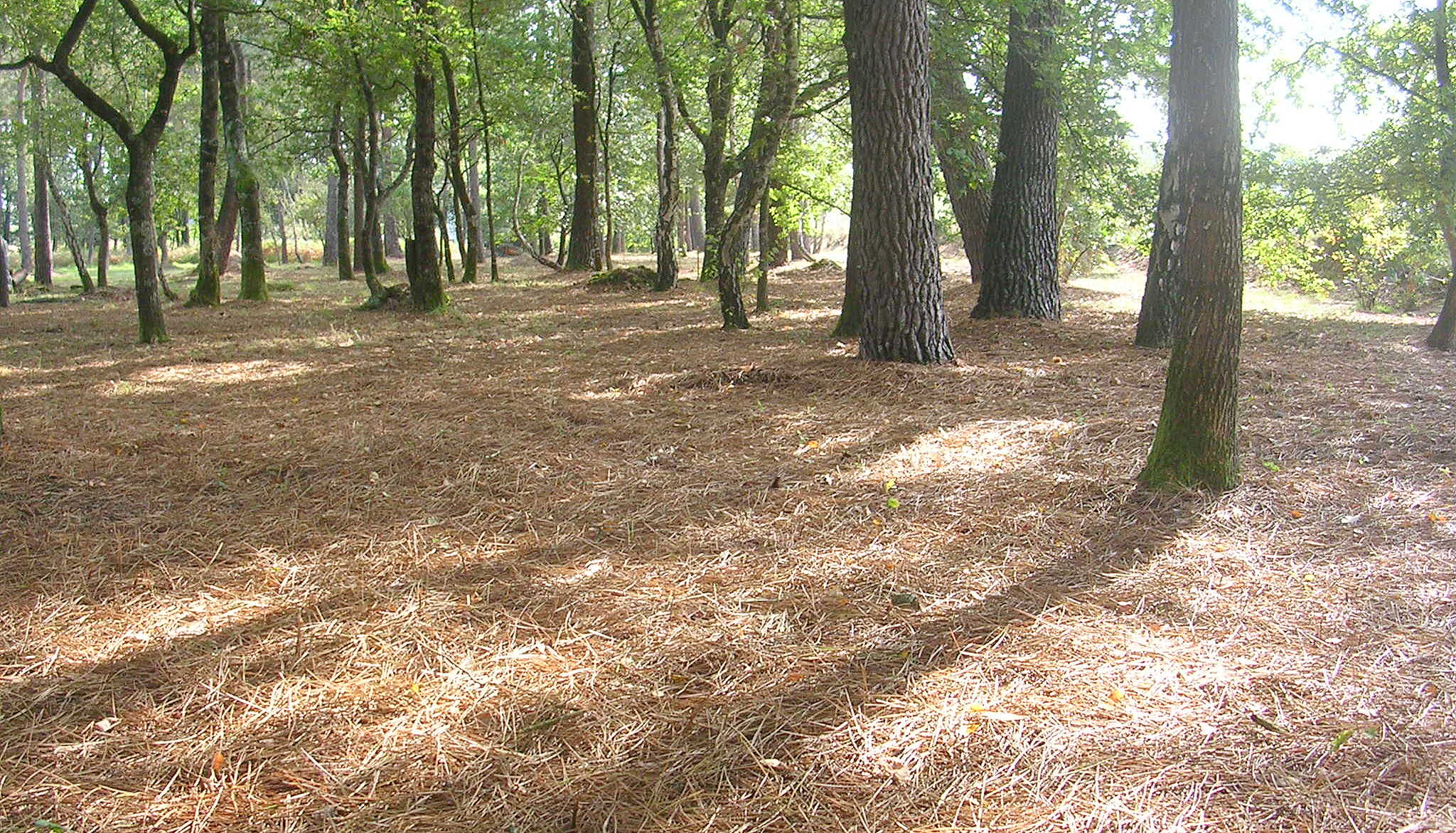
Garbayes tapissant le sous-bois de la forêt des Landes.

Garbaye (du gascon garbalha, dérivé de garba : gerbe, faisceau, botte) ou garbach ou encore grépin désignent le tapis d’aiguilles de pins du sous-bois de la forêt des Landes.

## Présentation
Les aiguilles de pins mortes prennent une teinte rousse et couvrent le sol d’une couche régulière, que percent les jauguas (ajoncs), fougères ou brandas (bruyères à balais).

### Historique
Lorsque les résiniers (les gemmeurs) exploitaient la forêt landaise (le pinhadar), l'hiver était la période propice aux travaux d'entretien des chemins. Ces derniers étaient alors tapissés d'aiguilles de pin (ou parfois de coquilles d'huîtres), afin de constituer un support plus favorable que le sable : c'est ce qu'on appelle le  « paillage des chemins » . Ce revêtement précaire devait être renouvelé très régulièrement en raison de sa décomposition rapide.
De nos jours, les garbayes sont parfois utilisées pour garnir des pistes de « ski sur aiguilles de pins » sur des dunes du littoral.

### Décomposition
Une cuticule protège les aiguilles de pin de la flore microbienne, ralentissant leur décomposition au sol. La microfaune, après trituration alimentaire, finit par les incorporer à la partie supérieure du sable : les acides organiques solubles qui s’en dégagent forment une pellicule autour des grains de sable. Cette action favorise la naissance de l’alios.

## Divers
Garbaye et Garbay sont des patronymes courants dans les Landes de Gascogne.

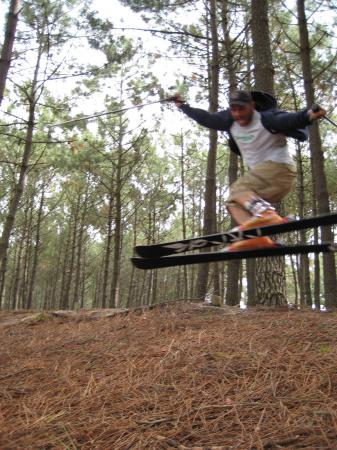
Ski sur aiguilles de pins à Arcachon.
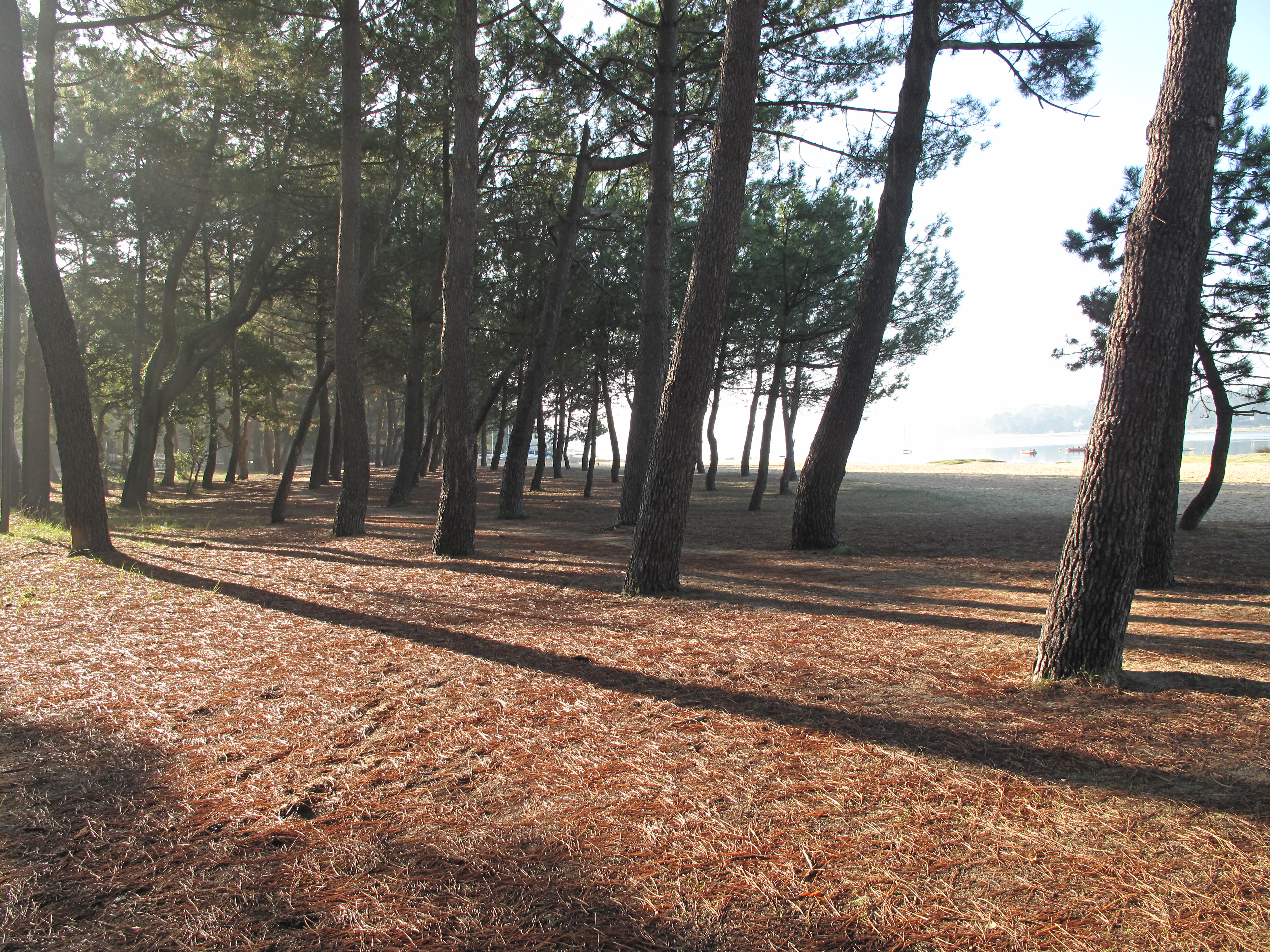
Sous-bois de la plage de la Paloumère à Soorts-Hossegor tapissé de garbaye.